# Universidade de Cameron
Cameron University é uma universidade estadual fundada em 1908 em Lawton, Oklahoma, que oferece mais de 50 cursos que duram dois anos, quatro anos e programas de graduação. Os cursos enfatizam as artes, ciências e tecnologia e estudos de pós-graduação.

## Ex-alunos notáveis
- Jason Christiansen - jogador da Major League Baseball
- John Brandes - jogador de alguns times da National Football League
- Mark Cotney - zagueiro do Tampa Bay Buccaneers
- Avery Johnson - jogador de basquete e técnico dos times da NBA (New Jersey Nets e Dallas Mavericks)